# Polígono de Managua
El Polígono de Managua, o Managua es una unidad urbanística, de carácter rural, constituida por naves industriales, situada a unos dos kilómetros al norte de Jaén capital. Se encuentra en el kilómetro 0.95 de la carretera  JP-2332 , conocida como camino de Cuevas. Consta de una calle principal, perpendicular al camino de Cuevas, de unos 300 metros de longitud, que está minada de baches y sin asfaltar. Junto al polígono se encuentra un campo de placas solares para la producción de energía fotovoltaica, el Parque solar Los Olivares.

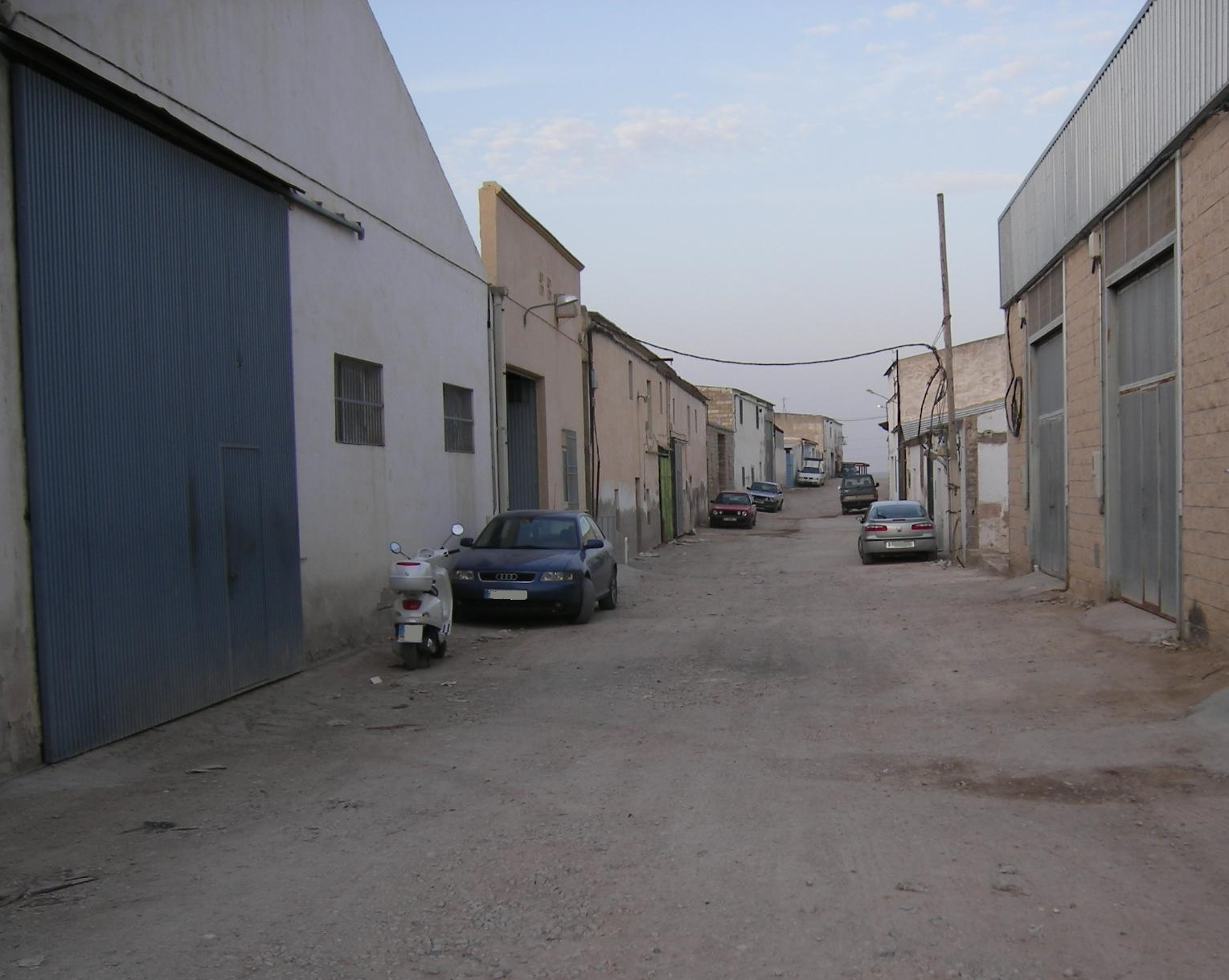
Calle principal del polígono de Managua, por la entrada desde el camino de Cuevas.

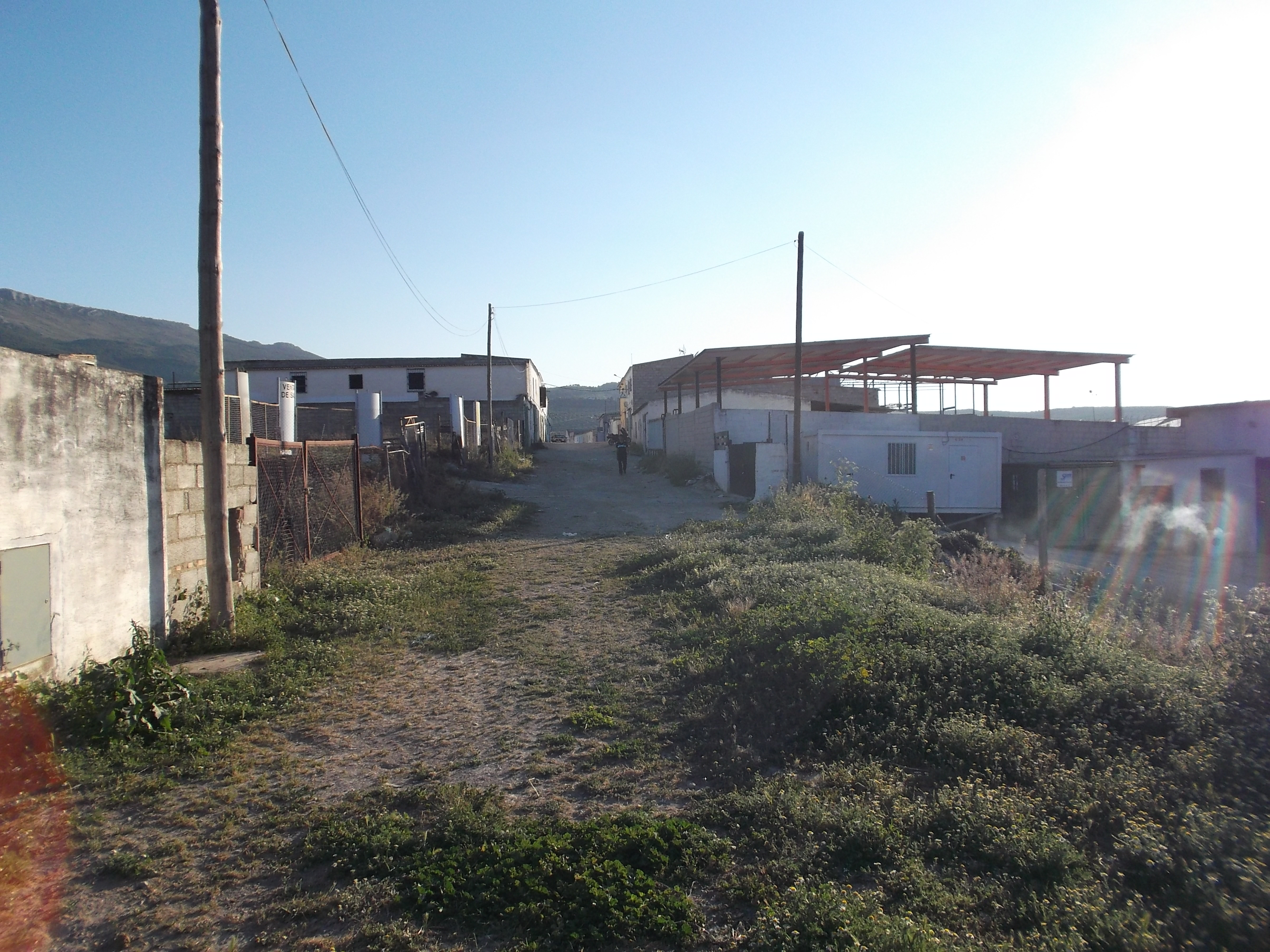
Calle principal de Managua, desde el extremo opuesto a la entrada principal.

## Usos
El uso que se les da a las naves es muy diverso. 
En las primeras décadas, gran parte de las naves se dedicaban a usos ganaderos, principalmente al ganado vacuno (para producción de leche), y también ovino y una explotación de caprino. Algunas de estas naves ganaderas permanecieron hasta principios de los años 2000, como el caso de las conocidas vaquerías por los lugareños de "Jacolín", "Mariano" "El Gallo" o "Aurelio el abuelo".
En la actualidad todas las actividades relacionadas con el ganado vacuno han desaparecido, y cada vez quedan menos que alberguen ganado ovino. Sin embargo, son muchas las que se dedican como cuadra para ganado equino.
Existen otras naves con fines industriales, tales como cerrajería, carpintería metálica, esculpido y labrado de lápidas, almacén de maquinaria (atracciones de feria), almacenes generales (caravanas, remolques, ...), etcétera.
En este polígono existe también una perrera municipal (Abyda).

## Etimología
El origen del nombre Managua es llamativo.
En las inmediaciones del polígono existe un cortijo (actualmente en estado de ruina) con un pozo. Cuando las lluvias son abundantes, la tierra de las olivas colindantes y el pozo rezuman el agua excedente, creándose numerosas pozas que pueden permanecer durante semanas. De igual manera, junto al polígono existe una llanada, que recibe gran aporte de agua de escorrentía. Cuando este llano no admite más agua, se forma una charca endorreica de extensión considerable a la que acuden andarríos chicos, avefrías, garcillas bueyeras, y otras aves y fauna acuática.
Dadas estas condiciones de humedad en las estaciones lluviosas en el entorno del polígono, el origen del nombre Managua sería bastante evidente. Pero nada más lejos de la realidad, esto se limita a una coincidencia.

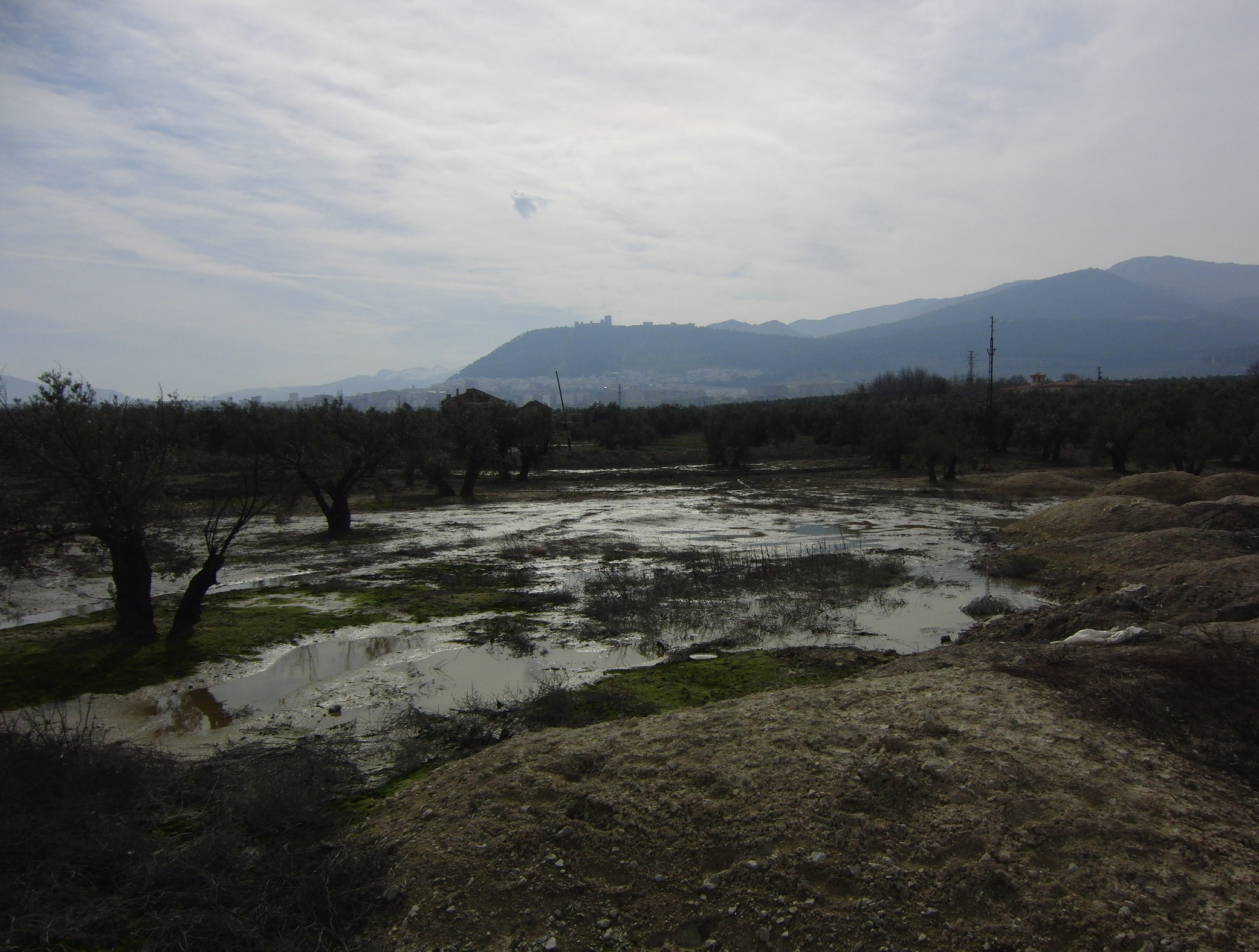
Pozas de agua en la tierra de las olivas, junto al polígono de Managua.

El origen del nombre se remonta a los primeros años de construcción (inicios de 1970) de las primeras naves que se levantaron en este polígono. Debido al aspecto desangelado y desarmado que presentaba el polígono en su etapa inicial (con naves a medio construir de manera dispersa, dando lugar a una fotografía de pilares y vigas metálicas al aire, montones de tierra y bloques repartidos por el lugar sin orden, etcétera), a los primeros usuarios de este polígono, al observar el estado del mismo, les venían a la mente las imágenes que llegaban por televisión de Managua, capital de Nicaragua, que acababa de sufrir un terremoto muy devastador. Efectivamente, el 23 de diciembre se produjo el terremoto de Managua de 1972. A partir de entonces, los lugareños empezaron a conocer el polígono como Managua. El nombre, por tanto, procede de una analogía de imágenes.

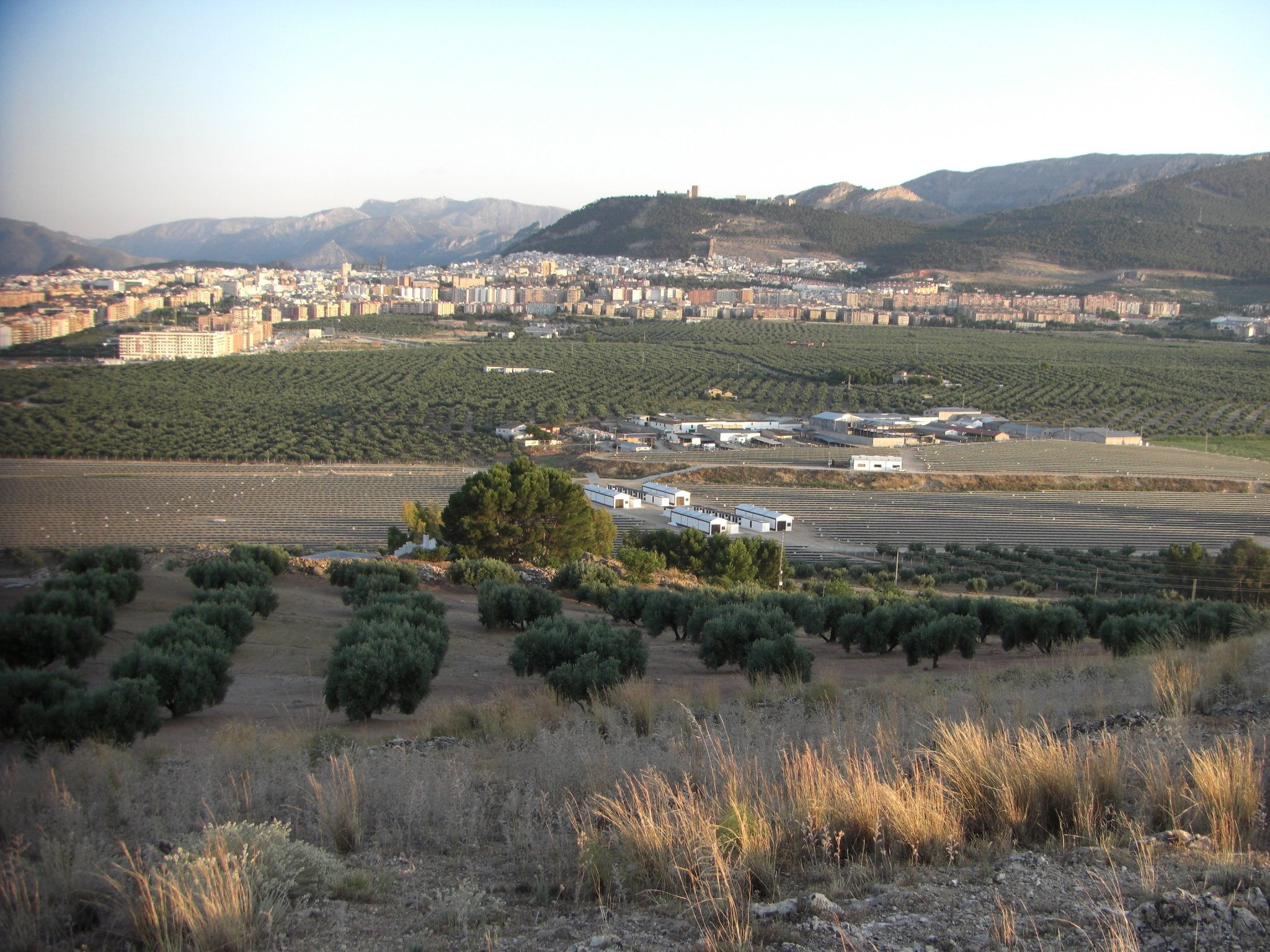
Vistas del polígono de Managua, justo detrás del huerto solar, desde el Cerro de las Pitas. Jaén al fondo.

## Fauna
Este pequeño polígono supone un importante criadero para aves como el gorrión y el tordo (estornino). Los ladrillos y bloques huecos de las edificaciones suponen para ellas un refugio seguro y tranquilo donde nidificar.
Otras especies que se pueden encontrar en él son el ratón doméstico, la culebra de escalera, la culebra de herradura, la liebre, rata común, salamanquesa común o numerosas especies de caracoles. También se ha avistado por la zona al zorro común, cernícalo y el mochuelo.

## Tiro al plato
Junto al polígono de Managua, en la explanada donde actualmente se ubican las placas solares fotovoltaicas, se celebraba anualmente (años 80 y 90) la tirada de Jaén (tiro al plato), con motivo de las fiestas de la ciudad. Las máquinas de tiro al plato, accionadas manualmente y protegidas por una chapa gruesa (por lo cual estas máquinas eran conocidas como chapa) lanzaban los platos en dirección al camino de Villar de Cuevas, disponiéndose los tiradores al lado opuesto y efectuando sus disparos hacia el camino.

## Historia
La zona del polígono y circundante fue ocupada en época íbera y romana, como se ha podido deducir a partir de la localización de una amplia dispersión de materiales romanos como tégulas y terra sigillata, cerámica común y de tradición indígena. Al Sureste de Managua se observó una pequeña dispersión de cerámica romana de otro tipo, en concreto de terra sigillata clara, restos de la antigua presencia de una Villae del Bajo Imperio Romano.